# حرکات شبیه جگر
«حرکات شبیه جَگِر» (به انگلیسی: Moves like Jagger) ترانه‌ای از گروه موسیقی پاپ راک آمریکایی مارون ۵ با حضور خواننده کریستینا آگیلرا است. این ترانه در ۲۱ ژوئن ۲۰۱۱ به‌عنوان چهارمین و آخرین تک‌آهنگ از نسخهٔ انتشار مجدد سومین آلبوم استودیویی گروه سراسر دست (۲۰۱۰) منتشر شد. این ترانه توسط آدام لوین، عمار مالک، بنی بلانکو و شلبک نوشته شده است. «حرکات شبیه جگر» ترانه‌ای الکتروپاپ با عناصر سبک دیسکوی مدرن است. اشعار آن به توانایی یک مرد در تحت تأثیر قرار دادن معشوقهٔ خود با حرکات رقصش اشاره دارد، که آن را با حرکات رقص میک جگر، خوانندهٔ گروه رولینگ استونز، مقایسه می‌کند.
«حرکات شبیه جگر» با استقبال خوبی از سوی منتقدان موسیقی مواجه شد. به همین ترتیب، این ترانه یک موفقیت تجاری بود و در بیش از ۱۸ کشور در صدر جدول فروش قرار گرفت. در ایالات متحده، «حرکات شبیه جگر» دومین ترانه گروه (پس از «باعث تعجبم میشه» در سال ۲۰۰۷) و پنجمین تک‌آهنگ آگیلرا بود که به صدر جدول فروش این کشور رسید. نام این ترانه در میان پرفروش‌ترین تک‌آهنگ‌های تمامی دوران قرار دارد.
موزیک ویدیوی این ترانه توسط یوناس اوکرلوند کارگردانی شده است. این ویدئو دارای تصاویر ویدئویی قدیمی از جگر و حرکات رقص نمادین اوست. «حرکات شبیه جگر» نامزد دریافت جایزه گرمی بهترین اجرای پاپ دونفره/گروهی شده بود. این ترانه برای اولین بار در ژوئن ۲۰۱۱ در یک قسمت از د ویس (که لوین و آگیلرا هر دو مربی مسابقه بودند) اجرا شد.